# Петровская, Маргарита Сергеевна
Маргарита Сергеевна Петровская (до 1958 Лисовская; 17 января 1933, Ленинград — 8 июня 2019, Санкт-Петербург) — главный научный сотрудник Института теоретической астрономии, затем ГАО РАН, профессор, доктор наук (1971); в честь неё назван астероид 5319 Петровская.

## Научная деятельность

### Вклад в науку
Область научных интересов — небесная механика и физическая геодезия. «Построила новое разложение планетной возмущающей функции ускоренной сходимости, которое сходится для любой формы и конфигурации планетных орбит. Это разложение использовано для определения вековых возмущений в системе Нептун-Плутон, что не удавалось сделать в рамках традиционного подхода. Построено разложение внешнего гравитационного поля Земли в форме обобщенного ряда Лапласа, позволяющее, в частности, осуществить устойчивую аппроксимацию геопотенциала на основе разнородной (спутниковой, наземной — гравиметрической и „внутренней“ — геофизической) наблюдательной информации о гравитационном поле.»
Член редколлегии журнала Manuscripta Geodaetica.

### Основные публикации
1. M. S. Petrovskaya, A. N. Vershkov. Compact non-singular expansions in the exterior space of a reference ellipsoid for the gravitational gradients in the local north-oriented ellipsoidal and spherical reference frames // Studia Geophysica et Geodaetica, 2016, Volume 60, Issue 1, pp. 1-16
2. М. С. Петровская, А. Н. Вершков. Регуляризация выражения для градиента гравитационного потенциала земли в локальной эллипсоидальной системе координат // Астрономический вестник, 2015, том 49, N 2, стр. 121—130
3. M. S. Petrovskaya, A. N. Vershkov. Non-singular expression for the gradient of the Earth gravitational potential in the local north-oriented ellipsoidal reference frame // Studia Geophysica et Geodaetica, 2014, Volume 58, Issue 2, pp. 190—206
4. M. S. Petrovskaya, A. N. Vershkov. Improved expressions for ellipsoidal harmonic series representing the Earth gravitational potential and its derivatives of the first and second orders // Studia Geophysica et Geodaetica, 2013, Volume 57, Issue 3, pp. 353—368
5. М. С. Петровская, А. Н. Вершков. Построение моделей гравитационного поля на основе спутниковых измерений производных от потенциала // Космические исследования. 2014, том 52, N 2, стр. 176—184
6. М. С. Петровская, А. Н. Вершков. М. С. Петровская, А. Н. Вершков. Оптимизация разложений по эллипсоидальным гармоникам гравитационного потенциала Земли и его производных // Астрономический вестник, 2013, том 47, N 1, стр. 1-11
7. M. S. Petrovskaya, A. N. Vershkov. Basic equations for constructing geopotential models from the first-and second-order gravitational gradients in the terrestrial reference frame // Journal of Geodesy, 2012, Vol. 86, No. 7, pp. 521—530, Springer
8. М. С. Петровская, А. Н. Вершков. Ряды сферических функций для производных всех порядков от гравитационного потенциала планеты и их применение в спутниковой динамике и космической навигации // Космические исследования. «Наука». Москва. 2012, Том 50, No. 1, стp.1-9.
9. M.S.Petrovskaya, A.N. Vershkov. Construction of spherical harmonic series for the potential derivatives of arbitrary orders in the geocentric Earth-fixed reference frame // Journal of Geodesy, 2010, Vol.84, No.3, pp. 165—178, Springer.

1. M. S. Petrovskaya, A. N. Vershkov. Non-singular expressions for the gradients of the gravitational potential in the local north-oriented, local orbital and global Earth-fixed reference frames // «Mission and Passion: Science». (Volume dedicated to Milan Bursa on the occasion of his 80 birthday). 2009, pp. 201—211. Czech National Committee of Geodesy and Geophysics. Prague.
2. М. С. Петровская, А. Н. Вершков. Разработка эффективной методики определения фундаментальных констант гравитационного поля Земли на основе GPS измерений и спутниковых данных о градиентах потенциала тяготения // Труды Института прикладной астрономии РАН, вып. 20, стр. 460—463, 2009.
3. M. S. Petrovskaya, A. N. Vershkov. Explicit construction of the modifies spherical harmonic series for the gravity gradients and their characteristics // Artificial Satellites, 2009, Vol. 42, No.4, pp. 185—214.
4. М. С. Петровская, А. Н. Вершков. Новый метод моделирования гравитационного потенциала Земли по данным спутниковой градиентометрии // Сборник: «Астрономические исследования в Пулкове сегодня», 2009, стр. 347—361. Ред. А. В. Степанов.
5. M.S. Petrovskaya, A.N. Vershkov. Supplement Material to the article «Development of the second order derivatives of the Earth’s potential in local north-oriented reference frame in orthogonal series of modified spherical harmonics» // Electronic Supplement Material to Journal of Geodesy, 2008, DOI: 10.1007/s00190-008-0223-z, Springer.
6. M.S. Petrovskaya, A.N. Vershkov. Development of the second order derivatives of the Earth’s potential in local north-oriented reference frame in orthogonal series of modified spherical harmonics // Journal of Geodesy, 2008, Vol. 82, N 12, pp 929—944, Springer.
7. M. S. Petrovskaya, A. N. Vershkov. Local orbital derivatives of the Earth’s potential expressed in terms of the satellite Cartesian coordinates and velocity. Artificial Satellites, 2007, Vol. 42, No. 1, Warsaw.
8. Petrovskaya M.S., Vershkov A.N., Non-singular expressions for the gravity gradients in the local north-oriented and orbital reference frames. // Journal of Geodesy (2006), Springer-Verlag, Vol. 80, No 3, pp 117—127 DOI:10.1007/s00190-006-0031-2
9. Petrovskaya M.S., Vershkov A.N., Potential coefficients recovery from the spectra of the full space-borne gravity gradient tensor // International Association of Geodesy Symposia, Vol. 127, 2004, pp 234—241, Springer.
10. Petrovskaya M.S., Vershkov A.N., Lyszkowicz A., Zielinski J.B., Evaluation of the quasigeoid height and the gravity anomaly from GOCE satellite gradiometry mission. // 3-rd Meeting of the International Gravity and Geoid Commission (Thessaloniki, Greece, August 26-30, 2002), 2003, pp. 262—267, Springer Verlag.
11. Petrovskaya M.S., Zielinski J.B., Lorenzini E., Recent developments in satellite gradiometry // Материалы Международной научной конференции «Интеркосмос-30» (Москва, 9-10 апреля, 2001), «Блок-Информэкспресс» РАН, 2003
12. Petrovskaya M.S., Zielinski J.B. The possibility of the calibration/validation of the GOCE data with the balloon-borne gradiometer // Advances in Geosciences European Geosciences Union. — 2003. — № 1. — ISSN 1680-7340.
13. Petrovskaya M.S., Zielinski J.B., Calibration of the GOCE data by independent gradiometer measurements // Artificial Satellites, SRC PAN, Warsaw, Vol. 37, No 3, 2002
14. Петровская М. С., Вольфсон Г. Б., Построение моделей геопотенциала по данным спутниковой градиентометрии // Сборник «Применение гравиинерциональных технологий в геофизике», ЦНИИ «Электроприбор», С.-Петербург , 2002
15. Petrovskaya M.S., Vershkov A.N., High-accuracy modeling of the gravitational potential from GOCE satellite gradiometry mission // Труды ИПА РАН, вып. 8. «Небесная механика», 2002
16. Petrovskaya M.S., Zielinski J.B., Vershkov A.N., Recovering the Earth’s potential spectral characteristics from GOCE mission // Advances in Space Research, Pergamon, Great Britain, Vol. 30, No.2, 2002
17. Petrovskaya M.S., Peshekhonov V.G., Volfson G.B., Rosentvein V.G., Investigation of the Earth gravitational field by the satellite gradiometry methods // Proceedings of the International Conference on Navigation, Guidance and Control, Harbin, China, 2001
18. Petrovskaya M.S., Vershkov A.N., Pavlis N.K., New analytical and numerical approaches for geopotential modeling // Journal of Geodesy, Springer Verlag, Berlin, Vol. 75, No. 12, pp 661—672, 2001
19. Petrovskaya M.S., Iteration procedure for evaluating high degree potential coefficients from gravity data // Proceedings of IV Hotine-Marussi International Symposium on Mathematical Geodesy, Iniversita degli Studi di Trento, Italy, 2001
20. Petrovskaya M.S., Zielinski J., Latka J., Lyszkowicz A., Comparative analysis of the GOCE simulated data. // CD publication International GOCE USER Workshop, Nordwijk, Netherland, 2001
21. Petrovskaya M.S., Vershkov A.N., New mathematical model to recover the potential coefficients by the least squares approach // Proceedings in CD Scientific Assembly of the International Association of Geodesy, Symposium B5: "Advances in Numerical Techniques and Approximation Methods. Proceedings in CD, 2001
22. Petrovskaya M.S., Vershkov A.N., Volfson G.B., Zielinski J.B., Simulation of the spectra of GOCE observables // Proceedings in CD Scientific Assembly of the International Association of Geodesy Symposium B2: «Use of Gravity Data from Dedicated Satellite Mission» Budapest, Hungary, 2001
23. Петровская М. С., Вершков А. Н., Определение коэффициентов разложения геопотенциала по сферическим гармоникам на основе его разложения по эллипсоидальным гармоникам // Известия Главной астрономической обсерватории РАН n. 214, 2000
24. Петровская М. С., Вершков А. Н., Новый итерационный метод определения коэффициентов разложения потенциала Земли на основе гравиметрических и спутниковых данных // Всероссийская конференция «Астрометрия, геодинамика и небесная механика на пороге XXI века. Общие вопросы координатно-ременного обеспечения» ИПА РАН, 2000
25. Petrovskaya M.S., Zielinski J.B., Recovering the global gravity field from satellite measurements of the full gravity gradient // Proceedings of the International Symposium «Geodesy Beyond 2000-The Challenges of the First Decade», Springer Verlag, Berlin 2000
26. Petrovskaya M.S., Vershkov A.N., Pavlis N.K., Numerical realization of the new iteration procedure for recovering the potential spherical harmonic coefficients // Proceedings of the International Symposium, «Geodesy Beyond 2000-The Challenges of the First Decade», Springer Verlag, Berlin 2000
27. Petrovskaya M.S., Vershkov A.N., Simplified relations between the ellipsoidal and spherical harmonic coefficients of the external earth’s potential // Bollettino di Geodesia e Scienze Affini, Firenze, Italy, Anno LIX, No. 1, 2000
28. Petrovskaya M.S., Volfson G.B., Basic principles of constructing satellite variometer complexes for the Earth’s gravity field investigation. // Artificial Satellites, SRC PAN, Warsaw, Vol. 34, No.1, 1999
29. Петровская М. С., Методика использования спутниковой градиентометрии для изучения гравитационного поля Земли // Космические исследования, т. 37, No. 5, 1999
30. Petrovskaya M.S., Zielinski J.B., Solution of the airborne gradiometry boundary value problem for the height anomaly and gravity anomaly // Bollettino di Geodesia e Scienze Firenze, Italy, Anno LVIII, No.1, 1999
31. Petrovskaya M.S., Zielinski J.B., Application of spatial gradiometry for constructing quasigeoid models // Proceedings of «Second Continental Workshop on the Geoid in Europe» Budapest, Hungary, Publications of the Finnish Geodetic Institute, No. 98:4, 1998
32. Petrovskaya M.S., Peshekhonov V.G., Volfson G.B., Satellite gradiometry for the investigation of the earth’s gravitational field // «5th Saint Petersburg International Conference on Integrated Navigation Systems», State Research Center of Russia «Elektropribor», St. Petersburg 1998
33. Petrovskaya M.S., Zielinski J.B., Determination of the height anomaly and gravity anomaly from airborne gradiometry missions // International Conference «Application of Space Technique in Geodesy and Geodynamics» Wroclaw, Poland, 1998
34. Petrovskaya M.S., Zielinski J.B., Evaluation of the regional gravity anomaly from balloon gradiometry. // Bollettino di Geodesia e Scienze Affini Firenze, Italy, Anno LVII, No. 2, 1998
35. Петровская М. С., Оптимальный подход к построению модели потенциала Земли по данным спутниковой градиометрии // Препринт ИТА РАН, No. 70. 1997
36. Petrovskaya M.S., On expansions of the Earth’s gravitational potential converging in the whole space // Bollettino di Geodesia e Scienze Affini Firenze, Italy, Anno LVI, No. 4, 1997
37. Petrovskaya M.S., Global gravity field determination from STEP mission gradiometry observations // Proceedings of the International Symposium «Gravity, Geoid, and Marine Geodesy», Springer Verlag, Berlin, 1997
38. Petrovskaya M.S., Zielinski J.B., Determination of the global and regional gravitational fields from satellite and balloon gradiometry missions // Advances in Space Research, Pergamon, Great Britain, Vol.19, No.11, 1997
39. Petrovskaya M.S., Vershkov A.N., Compact formulas for the disturbing potential at the Earth’s surface and in exterior space // Artificial Satellites SRC PAN, Warsaw, Vol. 32, No.1, 1997
40. Petrovskaya M.S., Vershkov A.N., Construction of the solution of the scalar boundary value problem. // Artificial Satellites SRC PAN, Warsaw, Vol. 32, No.1, 1997
41. Petrovskaya M.S., Optimal approach to the investigation of the Earth’s gravitational field by means of satellite gradiometry // Artificial Satellites, Space Research Centre of Polish Academy of Sciences (SRC PAN) Warsaw, Vol. 31, No. 1, 1996
42. Petrovskaya M.S., Basic relations for evaluating the global and regional quasigeoid heights on the base of gravity data and a global model of the geopotential // Proceedings of «Gravity and Geoid Joint Symposium of International Gravity Commission and International Geoid Commission», Springer-Verlag, Berlin, 1995
43. Petrovskaya M.S., Solution of a geodetic boundary value problem in spectral form // Symposium N. 114 of the International Association of Geodesy «Geodetic Theory Today», Springer-Verlag, Berlin, 1995
44. Petrovskaya M.S., Basic relations for the determination of the Earth’s figure and external potential // Препринт ИТА РАН, No.46, 1995
45. Abalakin V.K., Bogdanov V.I., Mikerov V.I., Naumov V.A., Romm G.M., Petrovskaya M.S., On participation of Russia in the Baltic Sea Level Project. // International conference «The 2nd Baltic Conference, Geodesy and Cartography», Riga University, 1995
46. Петровская М. С., Фундаментальные соотношения для определения динамических констант Земли // Международная конференция «Современные проблемы теоретической астрономии», ИТА РАН, 1994
47. Петровская М. С., Вершков А. Н., Формулы для определения возмущающего потенциала на поверхности Земли и во внешнем пространстве // Препринт ИТА РАН, No. 35, 1993
48. Петровская М. С., Вершков А. Н., Решение краевой задачи для геопотенциала с учётом эллипсоидальности Земли и топографии её поверхности // Препринт ИТА РАН, No.32, 1993
49. Петровская М. С., Новые формулы для определения геопотенциала. // Третья Орловская конференция «Изучение Земли как планеты методами астрономии, геофизики и геодезии», Одесский Университет, 1992
50. Petrovskaya M.S., Corrections for the non-sphericity and topography in the geoid height approximation. // Proceedings of «First Continental Workshop on the Geoid in Europe» Prague, Czechoslovakia 1992
51. Petrovskaya M.S., Belikov M.V., Compact approximation of the geoid height on the base of the modified high resolution global geopotential models // Proceedings of the 1-st International Geoid Commission Symposium, Politechnico di Milano, 1991
52. Petrovskaya M.S., Belikov M.V., Contraction of the zonal parts of geopotential models and the potential expansions of some axial symmetrical bodies // Manuscripta Geodaetica, Vol.16, 1991
53. Петровская М. С., Беликов М. В., Компактная аппроксимация высот геоида моделями геопотенциала высокого разрешения с учётом поправок за топографию // Препринт ИТА АН СССР, No. 11, 1990
54. Петровская М. С., Беликов М. В., Компактное представление зональных частей моделей геопотенциала и разложений потенциалов простых тел вращения. // Препринт ИТА АН СССР, No.5, 1990
55. Petrovskaya M.S., Belikov M.V., Trubitsina A.A., Method of increasing the accuracy of the regional geoid height approximation by global geopotential models // Proceedings of the 1-st International Symposium «Gravity Field Determination and GPS-Positioning in Alps-Adria Area», Graz, Austria, 1990
56. Petrovskaya M.S., Belikov M.V., Application of the generalized Chebyshev economization for regional approximation of the geopotential // Proceedings of II Hotine-Marussi Symposium on Mathematical Geodesy, Pisa University, Italy, 1990
57. Петровская М. С., Беликов М. В., Применение обобщенной чебышевской экономизации для региональной аппроксимации геопотенциала // Труды Всесоюзного совещания проблемной группы «Аналитическая небесная механика», Казанский университет,1990
58. Petrovskaya M.S., Pishchukhina K.V., Methods for compact approximation of the geoid height // Manuscripta Geodaetica, Vol.15, 1990
59. Petrovskaya M.S., Belikov M.V., Generalized Chebyshev economization of the expansions of solid body gravitational potentials // Manuscripta Geodaetica, Vol.15, 1990
60. Петровская М. С., Беликов М. В., Метод обобщенной чебышевской экономизации разложений потенциалов тяготения // Препринт ИТА АН СССР, N 1, 1989
61. Petrovskaya M.S., Belikov M.V., Pishchukhina K.V., Method of compact representing the geopotential models. // Proceedings of the 6-th International Symposium «Geodesy and Physics of the Earth», GDR, Potsdam, Vol.2, 1989
62. Петровская М. С., Современные представления о геопотенциале. // «Совещание по вопросам классических направлений в астрономии», Циркуляр Астрономо-геодезического общества, Nо.48, 1989
63. Петровская М. С., Пищухина К. В., Аппроксимация высот геоида. II. // Кинематика и физика небесных тел, Наукова Думка, Киев т.5, Nо.2, 1989
64. Петровская М. С., Пищухина К. В., Аппроксимация высот геоида. I. // Кинематика и физика небесных тел, Наукова Думка, Киев т.5, No.1, 1989
65. Petrovskaya M.S., Simplified formulas for geoid height evaluation // Bulletin Geodesique, Vol.62, No.2, 1988
66. Петровская М. С., Применение ряда по полиномам Чебышева для улучшения сходимости разложения геопотенциала // Труды II Орловской конференции «Изучение Земли как планеты методами геофизики, геодезии и астрономии», Киев, Наукова Думка, 1988
67. Petrovskaya M.S., Formulas simplification and accuracy improvement in the approximation of the geoid heights // Proceedings of the International Symposium « Figures and Dynamics of the Earth, Moon and Planets», Part I, Prague, 1987
68. Петровская М. С., Улучшение сходимости разложения потенциала планеты. Метод экономизации степенного ряда // Астрономический журнал АН СССР т.64, No.3., 1987
69. Петровская М. С., Улучшение сходимости разложения потенциала планеты. Радиальная производная от потенциала и аномалии силы тяжести // Астрономический журнал АН СССР, т.64, No. 2, 1987
70. Petrovskaya M.S., Pishchukhina K.V., Methods of improving the convergence of the Earth’s potential expansion // Proceedings of the 1-th Hotine-Marussi Symposium on Mathematical Geodesy, Polytechnical Institute, Milano, Vol.2, 1986
71. Петровская М. С., Улучшение сходимости разложения потенциала планеты. Использование ряда по полиномам Чебышева // Астрономический журнал АН СССР т.63, в.4, 1986
72. Петровская М. С., Улучшение сходимости разложения потенциала планеты. Общие принципы // Астрономический журнал АН СССР т.63, в.2, 1986
73. Петровская М. С., Лобкова Н. И., Аппроксимация потенциала Земли в различных областях пространства Часть II. Результаты // Кинематика и физика небесных тел, Наукова Думка, Киев, т.1, No. 6, 1985
74. Петровская М. С., Лобкова Н. И., Аппроксимация потенциала Земли в различных областях пространства. Часть I. Постановка задачи // Кинематика и физика небесных тел, Наукова Думка, Киев, т. I, No.5, 1985
75. Петровская М. С., Лобкова Н. И., Об использовании стоксовых постоянных при аппроксимации потенциала гармоническими полиномами на поверхности Земли // Тематический сборник «Исследование гравитационного поля Земли», Астрономический Совет АН СССР, Москва, 1984
76. Petrovskaya M.S., Lobkova N.I., Stokes' constants and the best approximation of the potential. // Manuscripta Geodetica, Vol.9, 1984
77. Петровская М. С., По поводу статьи М. И. Юркиной «Замечания о статьях М. С. Петровской в Бюлл. ИТА за 1980 г. т.14, No. 9 и 10» // Бюлл. ИТА АН СССР, т.15, No.2, 1984
78. Petrovskaya M.S., Representation of the Earth’s potential in form of convergent series // Proceedings of the 8-th Symposium on Mathematical Geodesy, Firenze, Italy, Vol.1, 1983
79. Petrovskaya M.S., Lobkova N.I., On the use of the Stokes constants when approximating the potential at the Earth’s surface by a closed system of solid spherical functions // Proceedings of the International Symposium «Figure of the Earth, Moon and other planets», Prague, 1983
80. Petrovskaya M.S., Representation of the Earth potential in form of the convergent series // Bollettino di Geodesia e Scienze Affini Firenze, Italy, Vol. XLI, No. 2, 1982
81. Petrovskaya M.S., Lobkova N.I., On refinement of relations between Stokes constants and surface gravitational data // Manuscripta Geodaetica, Vol.7, 1982
82. Петровская М. С., Погрешность определения аномалии силы тяжести и её градиента по наблюдениям ИСЗ // Тематический сборник «Observations of the Earth’s satellites», Sofia, No.20, 1982
83. Петровская М. С., Представление гравитационного потенциала Земли в виде ряда, сходящегося во всем пространстве // Труды 1-й Орловской конференции «Изучение Земли как планеты методами геофизики, геодезии и астрономии», Наукова Думка, Киев, 1982
84. Petrovskaya M.S., Comment on the paper «Generalization of Laplace expansion to the Earth surface» // Bulletin Geodesique, Vol.55, No.3, 1981
85. Петровская М. С., Определение стоксовых постоянных и возмущающего потенциала по аномалиям силы тяжести // Бюлл. ИТА АН СССР, т.4, No.10, 1980
86. Петровская М. С., Решение непрерывной и дискретной краевых задач // Бюлл. ИТА АН СССР, т.4, No.9, 1980
87. Petrovskaya M.S., Upward and downward continuations in the potential determination // Bulletin Geodesique, Vol.53, 1979
88. Petrovskaya M.S., Solution of the geodetic boundary value problem // Bulletin Geodesique, Vol.53, No.1, 1979
89. Петровская М. С., Оценка погрешности спутниковой модели потенциала на поверхности планеты // Астрономический журнал АН СССР, т.56, No.1, 1979
90. Петровская М. С., Иванова Т. В., О построении планетной возмущающей функции // Бюлл. ИТА АН СССР, т.16, No.5, 1978
91. Петровская М. С., Обобщение ряда Лапласа в теории потенциала // Сборник «Динамика искусственных спутников Земли», Новосибирск, 1978
92. Петровская М. С., Построение всюду сходящегося разложения геопотенциала // Тематический сборник «Наблюдения искусственных небесных тел», Москва, No.15, ч.2, 1978
93. Petrovskaya M.S., On the solution of the exterior boundary value problem with the aid of series // Proceedings of Symposium «Dynamics of Planets and Satellites and Theories of Their Motion», D.Reidel Publishing Company, Berlin, 1978
94. Петровская М. С., О разложении возмущающей функции по полиномам Якоби // Сообщения Государственного астрономического института им. Штернберга, No. 202—203, 1978
95. Petrovskaya M.S., Generalization of Laplace’s expansion to the Earth’s surface. // Bulletin Geodesique, Vol.51, No.1, 1977
96. Petrovskaya M.S., Convergence of Newton’s iterations for the planetary disturbing function // Celestial Mechanics, Vol.15, No.1, 1977
97. Petrovskaya M.S., A new form of representing the geopotential // Bulletin Geodesique, Vol.50, No.4, 1976
98. Петровская М. С., Теория возмущений // Тематический сборник «Итоги науки и техники. Астрономия», Москва, т.11, 1975
99. Petrovskaya M.S., Hotimskaya E.Z., Group method of calculating the perturbations of minor planets // Celestial Mechanics, Vol.11, 1975
100. Petrovskaya M.S., Lobkova N.I., On the calculations of secular perturbations in the case of close commensurability // Proceedings of Symposium No.2 of the International Astronomical Union «The Stability of the Solar System and of Small Stellar Systems», Warsaw, 1974
101. Petrovskaya M.S., Ivanova T.V., Lobkova N.I., Development of the theory of planetary perturbations in non-classical cases // Proceedings of 22nd Colloquium of the International Astronomical Union «Asteroids, Comets, Meteoritic Matter», (1972, Nice, France), 1974
102. Петровская М. С., О разложении пертурбационной функции в случае близкой соизмеримости средних движений // Бюлл ИТА АН СССР, т.15, No.3, 1972
103. Petrovskaya M.S., Expansions of the derivatives of the disturbing function in the planetary problems // Celestial Mechanics, Vol.6, No.3, 1972
104. Петровская М. С., Оценки коэффициентов разложения геопотенциала по сферическим функциям // Бюлл. ИТА АН СССР, т.13, No.4, 1970
105. Петровская М. С., Разложение пертурбационной функции // Тематический сборник «Наблюдения искусственных небесных тел», Астрономический Совет, Москва, No.62, 1971
106. Петровская М. С., Качественные методы небесной механики. // Вестник Академии Наук СССР, No.3. 1970
107. Petrovskaya M.S., Expansion of the negative powers of mutual distances between bodies. // Celestial Mechanics, Vol.3, No.1, 1970
108. Петровская М. С., О сходимости разложения зональной части геопотенциала // Астрономический журнал, т.47, No.5, 1970
109. Петровская М. С., Оценки коэффициентов Фурье функций координат эллиптического движения // Тематический сборник «Динамика тел Солнечной системы», Изд. «ЭЛМ», Баку, 1970
110. Петровская М. С., Оценки функций Бесселя и коэффициентов Ганзена // Бюлл. ИТА АН СССР, т.12, No.5, 1970
111. Петровская М. С., О точности представления пертурбационной функции тригонометрическими полиномами // Бюлл. ИТА АН СССР, т.11, No.10, 1969
112. Petrovskaya M.S., On the accuracy of the approximation of the disturbing function in the plane three body problem // Bulletin Astronomique, Serie 3, Vol.111, 1968
113. Петровская М. С., Область сходимости рядов Фурье для пертурбационной функции в плоской ограниченной задаче трех тел. Часть II. // Бюлл. ИТА АН СССР, т.11, No.7, 1968
114. Петровская М. С., Область сходимости рядов Фурье для пертурбационной функции в плоской ограниченной задаче трех тел. Часть I. // Бюлл. ИТА АН СССР, т.10, No.6, 1965
115. Петровская М. С., Оценка остаточных членов рядов Хилла // Бюлл. ИТА АН СССР, т.9, No.4, 1963
116. Петровская М. С., Оценка области сходимости рядов, представляющих периодическое решение первого сорта в плоской ограниченной задаче трех тел в случае внешнего движения. // Бюлл. ИТА АН СССР, т.9, No.4, 1963
117. Петровская М. С., Оценка области сходимости рядов, представляющих периодическое решение первого сорта в ограниченной задаче трех тел в случае внутреннего движения // Бюлл. ИТА АН СССР, т.9, No.2, 1963
118. Петровская М. С., О некоторых оценках области сходимости рядов, представляющих периодические решения спутниковой задачи трех тел // Бюлл. ИТА АН СССР, т.8, No.10, 1962
119. Петровская М. С., Новая оценка радиуса сходимости рядов Хилла // Бюлл. ИТА АН СССР, т.7, No.6, 1959
120. Лисовская М. С., О траекториях полета ракеты вокруг Луны // Бюллетень Института теоретической астрономии (Бюлл. ИТА АН СССР) «НАУКА», Ленинградское Отделение, т.6, No.8, 1957